# Loppa (Nunatak)
Loppa (norwegisch für Floh) ist ein 2395 m hoher Nunatak im ostantarktischen Königin-Maud-Land. In der Sør Rondane ragt er südlich des Nunataks Lusa im oberen Abschnitt des Tussebreen auf.
Wissenschaftler des Norwegischen Polarinstituts benannten ihn 1988.